# 難波一弘
難波 一弘（なんば かずひろ、1958年（昭和33年）1月1日 - ）は、元・TBSホールディングス 取締役、TBSテレビ常務取締役、TBSビジョン代表取締役社長、ドリマックス・テレビジョン取締役、テレビドラマ演出家。広島県福山市出身。

## 来歴・人物
広島大学附属福山高等学校を経て一橋大学卒業後、1980年TBS（現・TBSホールディングス）に入社。同期に井川泉（現・テレビユー山形エグゼクティブアドバイザー）、吉崎隆（元執行役員制作局長、プロデューサー、2016年に定年退職）、新田良一（現・テレビユー福島代表取締役社長）らがいる。また、日本テレビ編成局専門局長の土屋敏男は一橋大学の1期先輩である。
入社後は上司だった居作昌果や桂邦彦の下でAD修行をして「8時だョ!全員集合」「痛快なりゆき番組 風雲!たけし城」等のバラエティ番組を担当した。その後「ギミア・ぶれいく」でプロデューサーを務め、後に念願のドラマ部門に異動。ドラマでは一貫して演出業に専念し、「人生は上々だ」「魔女の条件」「QUIZ」等数々の人気ドラマの演出を手掛けた。
ドラマ「ケータイ刑事 銭形シリーズ」（BS-TBS）で宍戸錠演じる警視監の役名は難波の名前からそのまま付けられたものである。（→「ケータイ刑事 銭形シリーズの登場人物#警察関係者」参照）
その後はBS-i（現・BS-TBS）出向、TBSHD事業局長等を経てTBSテレビ編成制作局長に就任。2011年にはTBSテレビ・TBSHDの取締役に選任された。2012年4月1日より、編成制作局が編成局・制作局に再分割されるため、編成制作局長を離れる。ちなみに新設ポストの編成局長は佐々木卓が就任した（制作局長には難波の同期である吉崎隆が就任した）。
2013年4月1日付で編成・編成考査・制作の部門から離れ、TBSHD取締役テレビ部門映像・文化担当、TBSテレビ取締役事業局・メディアビジネス局担当へ異動した。
2015年3月31日付でTBSテレビ常務取締役を退任し、翌4月1日付でTBSビジョン代表取締役社長に就任。また、同年6月26日付でTBSHD取締役を退任し、同社の執行役員に就任。
2017年6月20日付でTBSビジョン代表取締役社長を退任し、翌6月21日付で緑山スタジオ・シティ代表取締役社長に就任。また、同年6月29日付でTBSHDの執行役員を退任した。

## 担当番組

### バラエティ
- 8時だョ!全員集合
- 痛快なりゆき番組 風雲!たけし城
- ギミア・ぶれいく
- THE・プレゼンター

### ドラマ
以下の作品は全て演出。
- ビートたけし殺人事件
- オトコの居場所
- 人生は上々だ
- パパ・サヴァイバル
- 揺れる想い
- 恋の神様
- 魔女の条件
- QUIZ
- 怪談新耳袋（第33話「忘れ物」Forgotten Item）※当作品では難波涼名義で監督（演出）を担当した。